# La Drôme Classic
La Drôme Classic (oficjalnie La Royal Bernard Drôme Classic) – kolarski wyścig jednodniowy, rozgrywany we Francji w departamencie Drôme. Do 2019 zaliczany był do cyklu UCI Europe Tour, w którym posiadał kategorię 1.1, a od 2020 należy do cyklu UCI ProSeries.
Pierwsza edycja wyścigu, w roku 2013, została odwołana z powodu opadów śniegu.

## Zwycięzcy
Opracowano na podstawie:
| Rok  | Pierwsze           | Drugie             | Trzecie               |
| ---- | ------------------ | ------------------ | --------------------- |
| 2014 | Romain Bardet      | Sébastien Delfosse | Gianni Meersman       |
| 2015 | Samuel Dumoulin    | Fabio Felline      | Sébastien Delfosse    |
| 2016 | Petr Vakoč         | Jan Bakelants      | Arthur Vichot         |
| 2017 | Sébastien Delfosse | Arthur Vichot      | Jan Bakelants         |
| 2018 | Lilian Calmejane   | Jhonatan Narváez   | Bob Jungels           |
| 2019 | Alexis Vuillermoz  | Valentin Madouas   | Warren Barguil        |
| 2020 | Simon Clarke       | Warren Barguil     | Vincenzo Nibali       |
| 2021 | Andrea Bagioli     | Daryl Impey        | Mikkel Frølich Honoré |
| 2022 | Jonas Vingegaard   | Guillaume Martin   | Benoît Cosnefroy      |
| 2023 | Anthony Perez      | Rui Costa          | Andrea Bagioli        |
| 2024 | Marc Hirschi       | Juan Ayuso         | Maxim Van Gils        |
| 2025 | Juan Ayuso         | Mattias Skjelmose  | Ben Tulett            |